# 989
989 је била проста година.

## Догађаји
- Цар Василије II користи свој контингент од 6.000 Варјага да му помогне да победи Варду Фоку (Млађег), који доживљава напад током опсаде Абидоса (претећи да ће блокирати Дарданеле). Фока умире, окончавајући побуну и претњу Цариграду. Након Фокине смрти, други вођа побуњеника, Варда Склир (који је заробљен и ослепљен) предаје се Василијевим надмоћнијим снагама.
- Лето – Карло, војвода Доње Лорене, заузима град Ремс издајом његовог новог надбискупа, Арнулфа (ванбрачног сина покојног краља Лотара III). Краљ Хуго I (Капет) захтева да папа Јован XV дисциплинује Арнулфа. Али Јован XV, не желећи да пркоси царици Теофани, одбија.
- Зима – Царица Теофана стиже са својим сином, краљем Отоном III, у Рим да се састане са папом Јованом XV. Кресенције II (Млађи) нуди своју покорност Светом римском царству, за шта она потврђује његову титулу патриција Рима.
- Сабор у Шаруу: Француски бискупи под покровитељством Вилијама IV, војводе од Аквитаније, проглашавају први Божји мир (или Pax Dei). Овај споразум даје имунитет од насиља неборцима (сељацима и свештенству) који се не могу бранити.
- 25. октобар – Света Софија у Цариграду је погођена великим земљотресом, што је изазвало урушавање западног куполовног лука. Василије II тражи од јерменског архитекте Трдата, творца катедрале у Ани, да руководи поправкама.
- Септембар – Халејева комета је у перихелу.